# Hrubov
Hrubov és un poble i municipi d'Eslovàquia. Es troba a la regió de Prešov, al nord del país. La primera referència escrita de la vila data del 1478.

## Demografia
| Godina             | 1994 | 2004   | 2014   | 2024   |
| ------------------ | ---- | ------ | ------ | ------ |
| Nombre de persones | 568  | 534    | 492    | 464    |
| Diferència         |      | −5,98% | −7,86% | −5,69% |

| Godina             | 2023 | 2024   |
| ------------------ | ---- | ------ |
| Nombre de persones | 467  | 464    |
| Diferència         |      | −0,64% |